# Malva (Inde)
Pour les articles homonymes, voir Malva (homonymie).
Le Malva (hindi : मालवा, mālavā) ou Malwa (anciennement Malwah)  est une région de l'Inde centrale, située dans la partie occidentale de l'État du Madhya Pradesh et le sud-est de l'État du Rajasthan, connue dans l'Inde ancienne sous le nom de Malava. Elle est limitée au nord-ouest par les Aravalli et au sud par les collines de Mahadeo de la chaîne des Vindhya. La Malva est arrosée par la Chambal et ses affluents, la Kalisindh et la Parbati. Ujjain est la capitale historique de la région et Indore en est actuellement la ville la plus peuplée.

## Histoire
Les premiers habitants identifiables du Malva sont probablement les aborigènes Bhil et Gond. La région offre aussi quelques traces liées à la civilisation de la vallée de l'Indus. Au VIIe siècle av. J.-C., Ujjain émerge comme premier centre important dans la région du Malva au cours de la seconde vague d'urbanisation de l'Inde, la première vague étant celle de la civilisation de la vallée de l'Indus. Vers -600, un rempart de terre est construit autour d'Ujjain, enfermant une ville de taille importante. Ujjain est ensuite la capitale du royaume d'Avanti, dirigé par le clan des Malava, qui serait peut-être venu s'installer dans la région après sa défaite devant Alexandre le Grand. La conquête du Malva par les Maurya au milieu du IVe siècle av. J.-C. met fin au royaume Avanti et Ashoka occupe le poste de gouverneur - ou vice-roi - d'Ujjain dans sa jeunesse avant de monter sur le trône.
Ujjain est un centre commercial important durant les premiers siècles de notre ère. Lors de l'éclatement de l'Empire Gupta, vers 500, le Malva réapparaît comme royaume indépendant. Au cours de la première moitié du Ve siècle, le raja Yashodharman Aulikara, dont on sait assez peu de choses, fait alliance avec le raja Balatiya et défait les Shvetahuna de Mihirakula qui avaient envahi l'Inde du nord-ouest.
Au milieu du Xe siècle, le Malva est gouverné par le clan Rajputs des Paramara qui établit sa capitale à Dhara. L'un d'eux, le raja Bhoja qui règne de 1010 à 1060, est un excellent poète et dramaturge, connu aussi pour ses traités d'architecture et de philosophie. Selon son gouvernement, le Malva devient un des centres intellectuels de l'Inde. Bhoja est également le fondateur de la ville de Bhopal destinée à sécuriser la partie orientale de son royaume. Ses successeurs règnent jusque vers 1200, date à laquelle le Malva, affaibli par les luttes internes des clans rajputs, est conquis par le sultanat de Delhi.
La mise à sac de Delhi par Tamerlan en 1398 entraîne l'explosion du sultanat en une constellation de petits États et, en 1401, Dilavar Khan, gouverneur du Malva au profit du sultanat de Delhi depuis 1392, se déclare sultan du Malva. Il établit sa capitale à Mandu, sur les hauteurs de la chaîne des Vindhya, surplombant la vallée de la Narmada. Son fils et successeur Hoshang Shah (1405-1435) embellit Mandu. Ghazni Khan, le fils de Hoshang Shah ne règne que durant une année et Mahmud Khan (1436-1469), le fondateur de la dynastie Khalji du Malva lui succède et agrandit le territoire en incorporant des portions du Gujarat, du Rajasthan et du Deccan. Les sultans invitent des Rajputs à s'installer dans le pays. Au début du XVIe siècle, le sultan recherche l'aide des sultans du Goujerat pour maîtriser l'agitation grandissante des Rajputs qui, eux-mêmes, essaient de se rapprocher des rajas rajputs Sisodia du Mewar. Le Goujerat dévaste Mandu en 1518 et 1531 et peu après le sultanat du Malva s'écroule. L'empereur moghol Akbar s'empare du Malva en 1562 et en fait une province de son empire. Mandu est abandonnée au cours du XVIIe siècle.
Profitant de l'affaiblissement de l'État moghol, après 1700, les Marathes pillent le Malva. Malhar Rao Holkar (1693-1764) est nommé chef des armées marathes dans le Malva en 1724, et, en 1733, le Peshwa Baji Rao lui accorde le contrôle de la majeure partie de la région, qui a été formellement cédée par les moghols en 1738. Un autre général marathe, Anand Rao Pawar, se nomme raja de Dhar en 1742, et les deux frères de Pawar deviennent les rajas de Dewas Junior et de Dewas Senior. La dynastie Holkar règne sur Malva depuis Indore et Maheshwar sur la Narmada jusqu'en 1818, année où les Marathes sont défaits par les Britanniques au cours de la troisième guerre anglo-marathe. Les Holkars d'Indore deviennent alors les rajas d'un État princier du Raj britannique. Au moment de l'indépendance de l'Inde, en 1947, l'État des Holkar, d'autres États princiers régionaux et la majeure partie du Malva intègrent le nouvel État du Madhya Bharat, qui participe lui-même à la formation du Madhya Pradesh en 1956.

### Sources
- Louis Frédéric, Dictionnaire de la civilisation indienne, Robert Laffont, 1987, 1276 p. (ISBN 2-221-01258-5)